# Rosa helenae
Rosa helenae — вид рослин з родини трояндових (Rosaceae); поширений у Китаї, Таїланді, В'єтнамі.

## Опис
Кущ розсіяний або витка рослина, з довгими повзучими гілками до 9 метрів заввишки. Гілки пурпурно-коричневі, міцні; гілочки нинішнього року червоно-коричневі, голі; колючки розсіяні, жовтуваті, вигнуті, до 4 мм, міцні, плоскі, поступово звужуються до широкої основи. Листки включно з ніжками 8–17 см; прилистки 1.5–2.5 см, переважно прилягають до ніжки, верхівкові вільні частини вушкоподібні, край залозисто запушений, верхівка загострена; листочків (5)7–9, довгасто-яйцюваті або яйцювато-ланцетні, 2.5–3.5(4.5) × 1–2.5 см; низ запушений, з помітними жилками; верх голий; основа округла або широко клиноподібна; край притиснутий-пилчастий; верхівка гостра або коротко загострена. Квітки у діаметрі 2.5–3.1 см, у кінцевих щитках у діаметрі 6–15 см. Чашолистків 5, яйцювато-ланцетні. Пелюстків 5, ароматні, білі, обернено-яйцеподібні, основи клиноподібні, верхівка виїмчаста. Плоди насичено-червоні, яйцюваті, еліпсоїдні або зворотно-яйцюваті, 1–1.5 × 0.8–1 см, блискучі.
Період цвітіння: травень — липень. Період плодоношення: вересень — жовтень.

## Поширення
Поширений у Китаї (Ганьсу, Гуйчжоу, Хубей, Шеньсі, Сичуань, Юньнань), Таїланді, В'єтнамі.
Населяє окрайці рідколісь, чагарники, схили, береги потоків; висоти 1000–3000 метрів.